# Kloster Drjanowo
Koordinaten: 42° 57′ 3,2″ N, 25° 25′ 55″ O

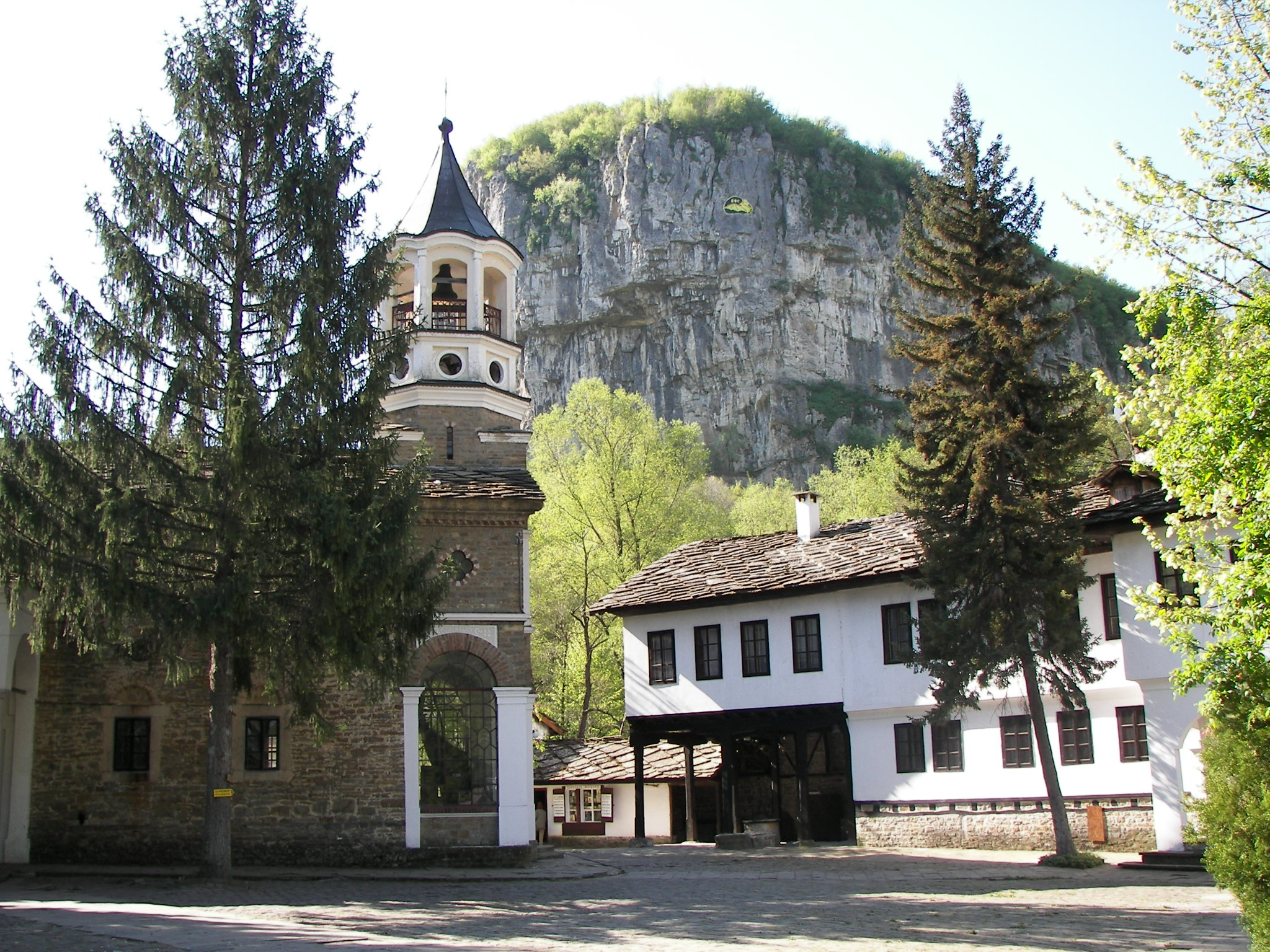
Innenhof des Drjanowo Klosters

Das Kloster Drjanowo (bulgarisch Дряновски манастир „Свети Архангел Михаил“/Drjanoski manastir „Sweti Archangel Michail“) ist dem Erzengel Michael geweiht und wird heute noch von Mönchen genutzt. Das bulgarisch-orthodoxe Kloster wurde in die Liste der 100 nationalen touristischen Objekte Bulgariens aufgenommen, die vom Bulgarischen Tourismusverband erstellt wurde. Das Kloster ist der Diözese von Weliko Tarnowo unterstellt. 
Das Drjanowo-Kloster befindet sich rund 5 km von der Stadt Drjanowo und rund 15 km von der Stadt Gabrowo entfernt in der Oblast Gabrowo. Das Kloster liegt mitten im zentralen Balkangebirge, in der Schlucht des Drjanowo-Flusses, einem Nebenfluss der Jantra. In der Nähe befindet sich eine der größten Höhlen Bulgariens, die Batscho-Kiro-Höhle.
Das Kloster wurde im 12. Jahrhundert gegründet, jedoch während der Zeit der osmanisch-türkischen Herrschaft (1393–1878) mehrfach zerstört und die darin lebenden Mönche getötet, zuletzt während des bulgarischen Aprilaufstand 1876.